# Noh Hong-chul
Noh Hong-chul (en coreano: 노홍철, nació el 31 de marzo de 1979) es un actor y empresario de Corea del Sur.

## Antecedentes personales
Noh Hong-chul estudió ingeniería mecánica en la Universidad Hongik. 
Después de terminar su servicio militar de dos años obligatorio, creó sus centros comerciales de moda en línea, Nohongchul.com y Dream and Adventurous Hongchul-Land Corporation, con ventas de una amplia gama de artículos para fiestas, tenía otra empresa llamada Tour Hongchul que proporcionaba viajes baratos en China, a veces él personalmente guiaba a sus clientes durante estos viajes.
En 2009 comenzó a salir con la cantante Jang Yoon-Jeong, pero la pareja se separó en 2010.

## Carrera
El debut en la televisión de Noh Hong-chul vino en Mnet a principios de 2004, cuando fue anfitrión de un popular programa de televisión por cable llamado "la calle placer del Dr. Noh" (닥터 노 의 KIN 길거리). Tras el éxito de este espectáculo, entró oficialmente en el programa de televisión pública, Ven a jugar (놀러와) en MBC, como panelista conjunto. 
Desde abril de 2005, ha participado como miembro fundador del programa de comedia de Corea, Muhan Dojeon.
Él ha patrocinado un comercial de automóvil para Matiz de GM Daewoo, y algunas caricaturas y fotos de sí mismo se insertaron en el capó y las puertas de su automóvil rojo Matiz (llamado 'Hongcar' 홍카) en el anuncio.
Noh hizo una breve aparición en el vídeo de PSY «Gangnam Style», empujando la pelvis en su característica "danza lasciva" o "baile jeojil" (저질 댄스) mientras está encima de PSY, que rapea en un ascensor. Siete segundos es la aparición de Noh en el vídeo de Gangnam Style, el mismo que se ha convertido en una "sensación dentro de una sensación" en todo el mundo—y Noh fue, aparte de PSY, invitado a aparecer en la televisión de Estados Unidos, debido a su fama mundial como el "Sujeto del ascensor".

## Filmografía

### Programas de televisión
| Año             | Programa           | Notas                    |
| --------------- | ------------------ | ------------------------ |
| 2019            | 바다가 들린다      |                          |
| 2017 - presente | Mix Nine           | presentador              |
| 2016            | Talents for Sale   | co-presentador           |
| 2013 - 2014     | Show! Music Core   | co-presentador           |
| 2013 - 2014     | I Live Alone       | (Ep. 1 - 79) - miembro   |
| 2005 - 2014     | Infinite Challenge | miembro y co-presentador |

### Presentador
| Año  | Programa                           | Notas                    |
| ---- | ---------------------------------- | ------------------------ |
| 2021 | 2021 MAMA (2021 Mnet Music Awards) | presentador de categoría |